# Hemisiriella pulchra
Hemisiriella pulchra är en kräftdjursart som beskrevs av Hansen 1910. Hemisiriella pulchra ingår i släktet Hemisiriella och familjen Mysidae. Inga underarter finns listade i Catalogue of Life.